# Roslagens oberoende parti
Roslagens oberoende parti (ROOP) är ett lokalt politiskt parti i Norrtälje kommun, som bildades inför valet till kommunfullmäktige 2014. 
I kommunalvalet 2014 fick partiet 2,63 procent av rösterna och erhöll därmed två mandat i kommunfullmäktige. I kommunalvalet 2018 lyckades partiet öka till 3,14 procent av rösterna och behöll därför sina två mandat i kommunfullmäktige. 
År 2022 förlorade partiet sin plats i kommunfullmäktige.
Partiets ordförande heter Johannes Folkesson och senaste gruppledaren i fullmäktige hette Magnus Jegréus.